# Ricardo Abad
Ricardo Abad Martínez (Tafalla, Navarra, 8 de gener de 1971), es un ultrafondista navarrès especialista en carreres i reptes d'ultrafons.
Ha destacat per seves gestes en el món de l'ultrafons, tot i ser un esportista popular. El 2009 va donar la volta a la península Ibèrica corrent i va completar 150 maratons en 150 dies. Entre el 2010 i el 2012 va encadenar 607 maratons en 607 dies, un rècord Guinness absolut que va polvoritzar el de la belga Stefaan Engels de 365 en 365 dies. Més endavant, l'any 2013 va fer, durant les 52 setmanes de l'any, un total de 52 Ironman (3,8 quilòmetres nedant, 180 en bicicleta i una marató corrent) i, el mes de gener del 2016, va completar una altra tanda de 100 Ironman en un any: total, 22.600 quilòmetres en 1.247 hores i mitja.